# Васильев, Алексей Дмитриевич
Алексей Дмитриевич Васильев (5 сентября 1937, Ленинград — 3 мая 2014, Санкт-Петербург) — прокурорский работник, прокурор г.Ленинград, первый заместитель Генерального прокурора СССР (1989—1991).

## Биография
Родился в семье простых людей рабочих специальностей. Самые юные годы прошли в блокадном Ленинграде.
После трех лет срочной военной службы в Советской Армии, окончил юридический факультет Ленинградского государственного университета.
В 1964 году по распределению направлен следователем прокуратуры Василеостровского района г. Ленинграда, затем работал старшим следователем прокуратуры города Ленинграда, несколько лет работал начальником следственного отдела прокуратуры городской прокуратуры, заместителем прокурора г. Ленинграда.
В 1982 — 1988 годах прокурор города Ленинград, став восьмым по счету в этой должности.
С 1988 года по сентябрь 1991 года Заместитель, Первый заместитель Генерального прокурора СССР (сначала - А.Я. Сухарева, затем - Н.С.Трубина). Исполнял обязанности Генерального прокурора СССР в период ГКЧП, во время командировки Н.С. Трубина на Кубу. Не предпринял активных мер против переворота и был отправлен в отставку с занимаемой должности. Б.Н. Ельцин интересовался о возможности его ареста.
В 1993 — 2001 годах заместитель прокурора Ленинградской области.
В сентябре 2001 года ушёл на пенсию, занимался общественной деятельностью, был заместителем начальника Санкт-Петербургского городского отделения Межрегиональной общественной организации «Объединенная общественная приемная».
Скончался 3 мая 2014 года после продолжительного заболевания у себя дома, похоронен на Богословском кладбище

## Награды и звания
Награждён Орденом Трудового Красного Знамени.
Почетный работник прокуратуры, классный чин: государственный советник юстиции 1 класса.